# Alexandr Blinov
Alexandr Ivánovich Blinov –en ruso, Александр Иванович Блинов– (Frunze, Unión Soviética, 19 de agosto de 1954-Andreyevskoye, 9 de febrero de 2021) fue un jinete soviético que compitió en la modalidad de concurso completo.
Participó en los Juegos Olímpicos de Moscú 1980, obteniendo dos medallas, oro en la prueba por equipos (junto con Yuri Salnikov, Valeri Volkov y Serguei Rogozhin) y plata en la individual.

## Palmarés internacional
| Juegos Olímpicos | Juegos Olímpicos | Juegos Olímpicos | Juegos Olímpicos |
| Año              | Lugar            | Medalla          | Categoría        |
| ---------------- | ---------------- | ---------------- | ---------------- |
| 1980             | Moscú (URSS)     | Medalla de oro   | Por equipos      |
| 1980             | Moscú (URSS)     | Medalla de plata | Individual       |